# MAX IV

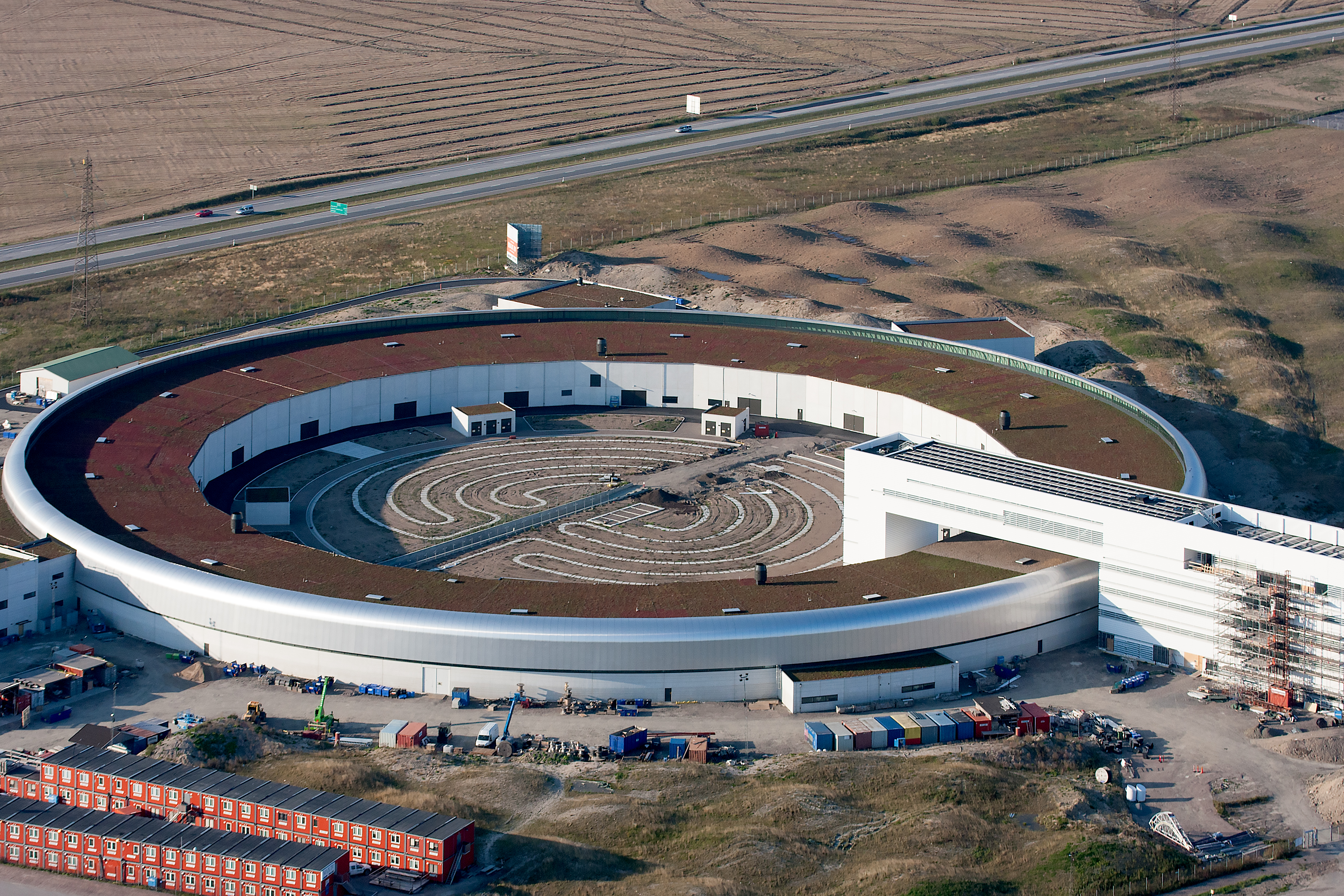
Foto aerea MAX IV

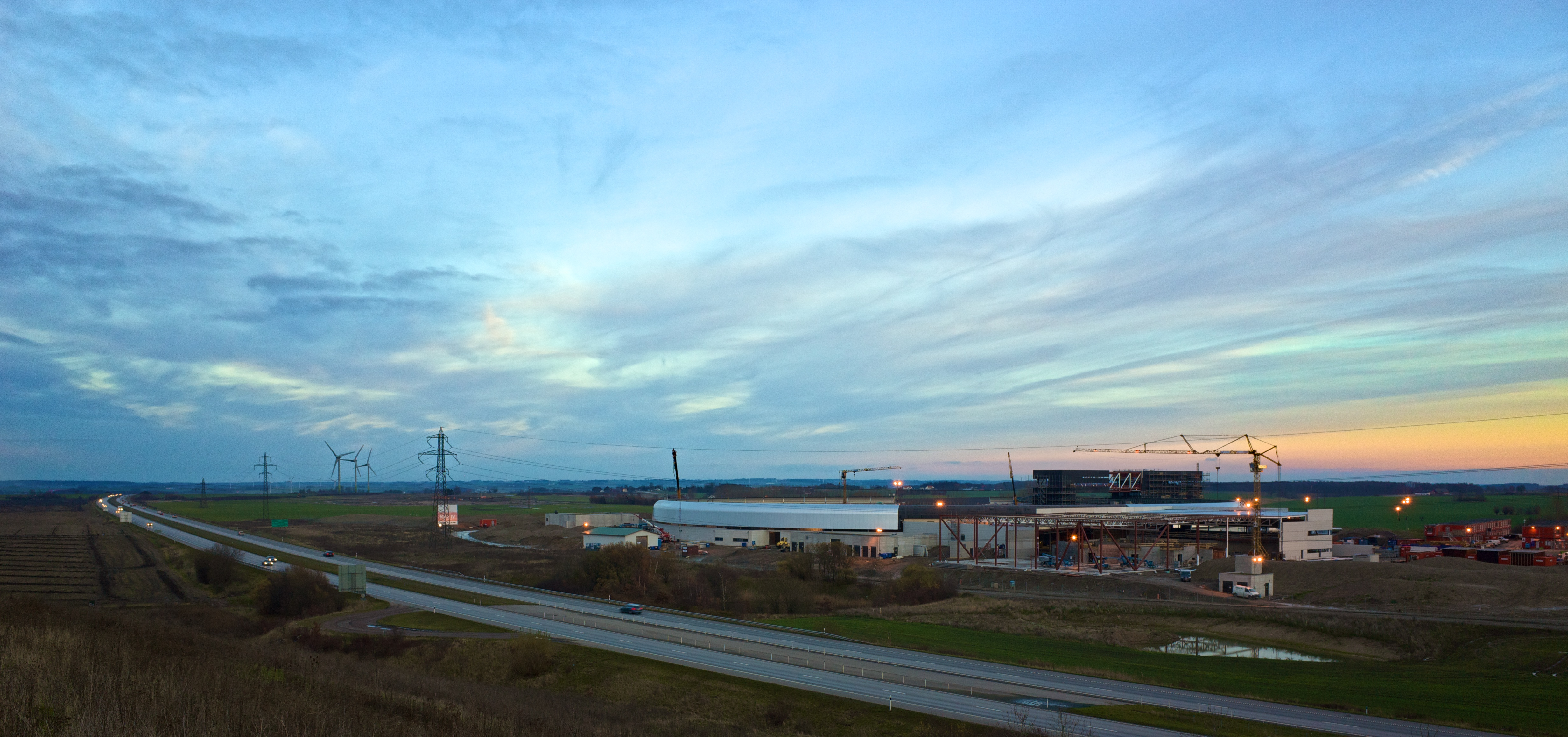
MAX IV a Lund in fase di completamento.

MAX IV è un centro di ricerca di nuova generazione basato sulla radiazione di sincrotrone, costruito a Lund, Svezia. È il più potente sincrotrone della sua tipologia. Il suo design e la fase di pianificazione sono stati portati avanti dal laboratorio nazionale svedese MAX-lab, che fino al 2015 gestiva tre acceleratori per la ricerca con radiazione di sincrotrone: MAX I (550 MeV, aperto nel 1986), MAX II (1.5 GeV, aperto nel 1997) e MAX III (700 MeV, aperto nel 2008). MAX-lab ha supportato circa 1000 utenti l'anno, provenienti da 30 diverse nazioni. Il laboratorio gestiva 14 strumenti scientifici su un totale di 19 stazioni sperimentali indipendenti, con applicazioni su un'ampia varietà di tecniche sperimentali come macromolecolare, cristallografia, spettroscopia  elettronica, nanolitografia e produzione di fotoni per esperimenti foto-nucleari. MAX-lab è stato chiuso il 13 dicembre 2015 (nel giorno di  Santa Lucia) per i preparativi su MAX IV.
Il 27 aprile 2009 il ministro svedese dell'educazione e della ricerca, il consiglio delle ricerche svedese, l'università di Lund, la regione Scania e l'agenzia governativa svedese di finanziamento Vinnova hanno stabilito di finanziare il centro di ricerca.
Il nuovo laboratorio, che include due anelli per lo stoccaggio dei fasci di particelle e un acceleratore lineare a piena potenza, è situato a Brunnshög, nel nord-est di Lund.
L'inaugurazione di MAX IV è avvenuta il 21 giugno 2016, nel giorno del  solstizio estivo. Il più grande dei due anelli di stoccaggio ha la circonferenza di 528 metri, opera all'energia di 3 GeV ed è stato ottimizzato per i raggi X ad alta luminosità. L'anello più piccolo ha la circonferenza di 96 metri, opera a 1.5 GeV ed è stato ottimizzatio per i raggi UV.
Esistono piani per espansioni future del centro di ricerca che prevedono di aggiungere un  laser a elettroni liberi (FEL), che non è ancora stato finanziato.
Allo stato attuale, l'anello più grande da 3 GeV è stato aperto agli utenti con pochi strumenti di ricerca, mentre l'apertura del più piccolo è stata fissata nel 2018.